# Jonas Acquistapace
Jonas Acquistapace (Hamm, 18 giugno 1989) è un ex calciatore tedesco con cittadinanza italiana, di ruolo difensore.

## Carriera
Ha giocato nella seconda divisione tedesca e nella massima serie cipriota.